# Directeur général communal
 (juin 2023).
Si vous disposez d'ouvrages ou d'articles de référence ou si vous connaissez des sites web de qualité traitant du thème abordé ici, merci de compléter l'article en donnant les références utiles à sa vérifiabilité et en les liant à la section « Notes et références ».
Pour les articles homonymes, voir Secrétaire.
Le directeur général communal  est le premier fonctionnaire d'une commune en Belgique.
Depuis le 1er septembre 2013, le secrétaire communal change de titre et devient « directeur général ». Ce changement de nom a été publié au Moniteur belge le 22 août 2013. Cette dénomination est liée à une refonte de la fonction.

## Base légale
L'article L1121-4 du Code de Démocratie Locale et de la Décentralisation (CDLD) précise que chaque commune dispose d'un directeur général. Il y a parfois un DG adjoint dans les communes de plus de 10 000 habitants (article L1124-15 du CDLD).

## Hiérarchie
Hiérarchiquement, le directeur général dépend du bourgmestre, du collège communal et du conseil communal dans les compétences qui sont les leurs. Le directeur général est une personne unique au sein de la commune. Il est assisté par un Directeur financier, un Comité de Direction, qu'il préside, consulte et réunit pour assurer la gestion quotidienne et les projets communaux, ainsi que par le personnel administratif et technique, qui assure des services tels que l’état civil, la GRH, l’urbanisme ou la comptabilité. 

## Fonctions
La loi communale décrit la fonction dans ses articles 26 et 26bis :
- il prépare les affaires soumises au collège des échevins et au conseil communal ;
- il dirige et coordonne les services communaux ;
- il est le chef du personnel, sous le contrôle du collège communal et chargé de la gestion des ressources humaines ;
- il est tenu de se conformer aux instructions données soit par le bourgmestre, soit par le collège, soit par le conseil en vertu des attributions respectives.
- il est évalué sur la manière dont il atteint les objectifs du Collège communal et du Conseil, mais aussi les objectifs que fixe le CDLP dans le cadre des missions obligatoires de la Commune.
- il établit les procès verbaux et les délibérations des séances du Collège et du Conseil communal